# La Venere di Salò
La Venere di Salò è un romanzo della scrittrice italoamericana Ben Pastor, il sesto nel ciclo dedicato al personaggio ricorrente di Martin Bora, ufficiale dell'esercito tedesco durante la Seconda guerra mondiale. 

Sullo sfondo degli ultimi mesi di guerra in Italia, narra l'indagine condotta dal protagonista sul furto di un prezioso dipinto, complicata da una serie di apparenti suicidi.

## Titolo
Il titolo del romanzo (in italiano letteralmente tradotto dall'originale inglese) si riferisce ad un elemento centrale della narrazione: un prezioso dipinto di Tiziano, raffigurante una figura femminile, identificabile con la dea Venere.

## Incipit
La voce parlava russo. Tagliava il buio come fosse carta. Martin Bora non voleva aprire gli occhi, né sapere se fosse notte o no, Russia o no. Come in sogno, i suoni sembravano essere dentro di lui, non provenire dall'esterno. Certo, se avesse allungato la mano avrebbe sentito il muro slabbrato e il fango sotto gli stivali. Ma era supino. Non ricordava di essere stato supino quando i cani dei russi lo avevano scoperto, abbaiando feroci al guinzaglio.
 Non c'era muro, né fango. E la voce era aspra, ma non parlava russo.
Il buio s'infranse.»
(Traduzione dall'inglese di Judy Faellini)

## Trama
È la notte del 14 ottobre 1944; il colonnello Martin Bora, in procinto di raggiungere Brescia con il suo Reggimento, viene improvvisamente prelevato da quelli che lui stesso riconosce come agenti della Gestapo e portato in auto a Salò, sulle rive del lago di Garda. Per un attimo il colonnello teme il peggio, ma in realtà il viaggio notturno ha soltanto un valore intimidatorio e Bora si ritrova semplicemente assegnato al ruolo di ufficiale di collegamento tra la Wehrmacht e la Repubblica Sociale Italiana, il cui governo si è appunto trasferito a Salò dopo l'8 settembre. I compiti di Bora riguarderanno anche il pattugliamento del territorio e gli eventuali contatti con i partigiani moderati, tuttavia il suo diretto superiore, il generale Sohl, trova il modo di sfruttarne le ormai note doti investigative affidandogli un ulteriore incarico: quello di ritrovare un prezioso quadro di Tiziano, rubato dalla villa in cui il generale ha stabilito la propria sede. Sia la villa requisita che il quadro appartengono a Giovanni Pozzi, ricco industriale della zona, che come risarcimento chiede e ottiene l'esclusiva sulla fornitura di telerie all'esercito.
 Date le modalità del furto, i più probabili colpevoli sembrerebbero essere lo stesso generale ed il suo aiutante, il maggiore Lipsky; l'indagine però non è facile: potrebbe essere collegata ad un più ampio traffico illegale di opere d'arte verso la Germania, e ad un certo punto viene ulteriormente complicata dalla morte di alcune donne - in apparenza suicidatesi, ma in realtà vittime di omicidio - tutte in qualche modo legate a Giovanni Pozzi.
 Bora nel frattempo ha conosciuto la famiglia Pozzi ed ha visto il quadro, rappresentante una Venere, di cui esiste una bella copia che l'antiquario ebreo Mosé Conforti gli ha ceduto: è rimasto ugualmente affascinato tanto dalla figlia di Pozzi, Anna Maria, quanto dalla figura femminile dipinta perché entrambe coincidono con i suoi ideali spirituali e romantici. 
Con Anna Maria Bora inizia una brevissima ed intensa relazione e del quadro vengono infine ricostruiti gli spostamenti: improvvisamente però la posizione del colonnello si fa precaria e in primo piano balzano i suoi problemi personali. Per lunghi mesi l'agente della Gestapo Jacob Mengs ha lavorato al perfezionamento del dossier esistente a carico di Martin Bora: ha riunito le informazioni raccolte nel tempo dalle SS, ha interrogato tutti coloro che lo conoscono o lo hanno conosciuto, e alla fine ha messo insieme materiale sufficiente all'arresto e all'incriminazione. Già un primo interrogatorio lungo ben quindici ore serve per togliere a Bora qualunque speranza di potersela cavare, ma un secondo e ben più pesante interrogatorio realizzato a Milano definisce tutta la gravità della situazione: le accuse che gli vengono mosse riguardano i suoi sentimenti antinazisti. Gli vengono imputati gli aiuti forniti agli ebrei, e persino le traduzioni di opere straniere di cui a Lipsia si occupa la casa editrice di famiglia, nonché i rapporti diplomatici stabiliti con i russi Mengs naturalmente è molto interessato anche all'assassinio di una spia avvenuto a Roma, con conseguente sparizione di un elenco di ebrei residenti nell'Urbe, e al misterioso incarico svolto da Bora in Abruzzo, presumibilmente per incarico dell'ala moderata e antinazista dell'esercito.

Malgrado le torture subite Bora non ammette niente, ma viene ugualmente avviato verso la Germania, dove subirà un regolare processo il cui esito è scontato. Lo aspetta la pena di morte, ma il treno su cui viaggia viene intercettato e fermato dal suo vecchio amico Dollmann, colonnello delle SS, il cui intervento semi-illegale permette a Bora di sfuggire a Mengs e di partire per quella che quasi sicuramente sarà la sua ultima destinazione nel corso di una guerra ormai perduta: la Prussia orientale, a contrastare l'avanzata dell'Armata Rossa.

## Personaggi
- Martin Bora. Colonnello della Wehrmacht. Al pari di altri è perfettamente consapevole del fatto che la guerra volge al termine ed è perduta, tuttavia non esita a svolgere sino in fondo e sino all'ultimo i suoi doveri.

- Anton von Padua Sohl. Generale dell'aviazione. È il diretto superiore di Bora; a volte la sua posizione si ammanta di ambiguità. Cattolico, ha sposato una donna frivola e molto più giovane di lui, che probabilmente lo tradisce.

- Klaus-Etzel Lipsky. Maggiore dell'aviazione, aiutante del generale Sohl. Ha partecipato alla campagna di Russia, dove è stato gravemente ferito; conosceva Peter Sickingen, il fratellastro di Bora morto l'anno precedente nei dintorni di Kursk, del quale era molto amico. Con lo stesso Bora stabilisce un rapporto di rispetto e forse di ammirazione che però non viene mai espresso a parole.

- Eugen Dollmann. Colonnello delle SS. In apparenza leggero e pettegolo, in realtà può essere duro e determinato; data la sua perfetta conoscenza della lingua italiana lavora come interprete ai più alti livelli. Aveva già conosciuto Bora a Roma[2], all'inizio del 1944, e nei suoi confronti aveva sviluppato una forte attrazione, alimentata anche dal comune amore per la cultura.
 Eugen Dollmann è uno dei tanti personaggi storici realmente esistiti, le cui caratteristiche vengono ridefinite dall'autrice in base alle esigenze di tipo narrativo.

- Jacob Mengs. Agente della Gestapo. Rappresenta il lato burocratico e inesorabile del Male: contro Bora non nutre sentimenti di odio o rancore personale, come era invece accaduto ad altri avversari del passato, ma lavora con instancabile puntiglio per dimostrarne la colpevolezza, rovinandolo.

- Giovanni Pozzi. Industriale tessile, rozzo e diretto, ma in fondo non cattivo. Ama molto sua figlia e vorrebbe proteggerle, ma in apparenza ama ancora di più il ricordo della defunta moglie Diamantina, suicidatasi in Grecia dove era nata: nel tentativo di non dimenticarla, si circonda di medium e spiritisti, a cui forse lui per primo non crede.

- Anna Maria Tedesco (detta Annie). Bella e di carattere schivo, ha solo ventotto anni ma è già vedova: il marito alcolizzato è rimasto vittima di un incidente in Grecia, quando la famiglia ancora vi abitava. Lei stessa da bambina ha avuto un incidente che le ha rovinato la vita e le impedisce per sempre di avere figli; qualcuno insinua che la morte della madre non sia stata estranea alla situazione di Anna Maria.

- Walter Vittori. Fratello della defunta moglie di Giovanni Pozzi; vive e lavora con il cognato, anche se la sua vera passione sarebbe il giardinaggio.

- Passaggeri. Uomo burbero e di carattere ruvido, è comunque un poliziotto molto attento. A Salò prende il posto del commissario Vismara, fatto saltare in aria con la sua auto. Scapolo, ha fatto la guerra in Russia. Dichiara apertamente di non amare la politica e di non essere incline ad adulazioni e compromessi. Sulla guerra non nutre più illusioni: vede perfettamente come sia ormai perduta.

- Mosé Conforti. Antiquario ebreo. È lui che ha autenticato il quadro della Venere che Pozzi si è aggiudicato ad un'asta, contro molti altri aspiranti proprietari. Muore d'infarto in seguito ad una telefonata anonima che intenzionalmente gli comunica la falsa morte delle figlie, avvenuta in campo di concentramento.

- Cristomorto (nome di battaglia Comandante Xavier). Capo partigiano della fazione più bellicosa; gli vengono attribuiti, a ragione, parecchi attentati nella zona attorno a Salò.

- Bianca Spagnoli, la prima vittima. Ex insegnante di pianoforte, viveva nello stesso edificio di Mosé Conforti. Apparentemente si è impiccata, ma lo stato delle sue mani in seguito ad una grave forma di artrite rende improbabile il gesto.

- Fiorina Garimboldi, la seconda vittima. Ex cameriera in casa Pozzi ed amante di un repubblichino potrebbe essersi uccisa dopo aver perduto in un bombardamento il suo unico figlio, ancora bambino. La scena del delitto però suggerisce molti dubbi e diverse possibilità.

- Miriam Romanò, la terza vittima. Sarta da donna, in casa sua dopo il delitto viene ritrovata una camicia da uomo difficilmente spiegabile. Il suo omicidio potrebbe essere dovuto a ragioni di gelosia oppure avere implicazioni del tutto diverse. Anna Maria Tedesco si era avvalsa più volte dei suoi servizi professionali.

## Appendice
In appendice all'edizione italiana del romanzo sono stati posti due testi di complemento: un Profilo dei principali personaggi storici citati nel romanzo (a cura di Daniele Cambiaso e Luigi Sanvito), e una Cronologia essenziale della Repubblica Sociale Italiana che copre il periodo dal 24 luglio 1943 (Benito Mussolini sfiduciato dal Gran Consiglio del Fascismo riunito a Roma) al 28 aprile 1945 (esecuzione di Mussolini e Claretta Petacci).

## Cronologia
L'azione del romanzo, che si svolge principalmente tra Salò e Milano, si estende dal 14 ottobre 1944 al 17 dicembre di quello stesso anno.

## Edizioni

### Edizioni italiane
- Ben Pastor, La Venere di Salò, traduzione di Judy Faellini, Hobby & Work, 2006, pp.362 - ISBN 978-88-7851-420-1
- Ben Pastor, La Venere di Salò (paperback edition), traduzione di Judy Faellini, Hobby & Work, 2011, pp.362 - ISBN 978-88-7851-924-4